# Daïra d'Ouled Sidi Brahim
La Daïra d'Ouled Sidi Brahim est une circonscription administrative algérienne située dans la wilaya de M'Sila. Son chef-lieu est situé sur la commune éponyme d'Ouled Sidi Brahim.
La daïra regroupe les deux communes de Ouled Sidi Brahim et Benzouh.